# Chieko Higuchi
Chieko Higuchi (樋口 智恵子, Higuchi Chieko) est une seiyū et chanteuse japonaise née le 30 janvier 1981 à Mitaka,. Elle est membre du groupe Whoops!! au côté de Maaya Sakamoto.

## Filmographie

### Animes
- Mizuiro Jidai (1996), Takako Takahata[3]
- Kero Kero Chime (1997), Mimori[4]
- Beast Wars II: Super Life-Form Transformers (1998), Artemis[5]
- To Heart (1999), Shiho Nagaoka[6]
- Medabots (1999), Rintaro
- Transformers: Car Robots (2000), Ai-chan, Junko[7]
- Comic Party (2001), Shiho
- Offside (2001), Nagisa Ito[8]
- The Prince of Tennis (2001), Youhei Tanaka
- Azumanga Daioh (2002), Tomo Takino[9]
- Whistle! (2002), Tsubasa Shiina
- Yu-Gi-Oh! Duel Monsters (2003), Kris
- To Heart: Remember My Memories (2004), Shiho Nagaoka[10],[11]
- Yu-Gi-Oh! Duel Monster GX (2004), Kohara
- Meine Liebe (2004), Erika
- Glass Mask (2005), Miki Tanuma (eps.41, 43)
- Ah My Buddha (2005), Yuko Atoda[12],[13]
- Pani Poni Dash! (2005), Hibiki Watanuki[14]
- Eyeshield 21 (2005–2008), Juri Sawai
- Amaenaideyo!! Katsu!! (2006), Yuko Atoda[15]
- Gin'yuu Mokushiroku Meine Liebe ~Wieder~ (2006), Erika
- Princess Princess (2006), Sayaka
- Yu-Gi-Oh! 5D's (2008), Angela Rains

Sources,:

### OVA
- Hunter × Hunter: Greed Island (2003), Biscuit[16]

Sources,:

### Films
- Marco: 3000 Leagues in Search of Mother (1999), Marco[17]
- Azumanga Daioh: The Very Short Movie (2001), Tomo Takino

Sources,,: